# Kyousuke Motomi
Kyousuke Motomi (最富 キョウスケ Motomi Kyōsuke?) es una mangaka japonesa cuyas historias a menudo han sido publicadas en la revista mensual Betsucomi. Su más reciente trabajando fue el manga Dengeki Daisy.
Aunque Motomi utiliza un seudónimo masculino y se señala a sí misma como hombre, realmente es una mujer, como se muestra en el número de mayo de 2010 de la revista Betsucomi.

"Si mis historias te pueden tocar, te hacen reír, olvidar las cosas tristes, o incluso darle esa sensación de 'buen trabajo', entonces seré muy, muy feliz" - Kyousuke Motomi.

## Obras
| Manga                | Lista           | Revista          | Recorrido |
| -------------------- | --------------- | ---------------- | --------- |
| Dengeki Daisy        | Historia y Arte | Betsucomi        | 2007–2014 |
| Beast Master         | Historia y Arte | Betsucomi        | 2007      |
| Seishun Survival     | Historia y Arte | Betsucomi        | 2006      |
| Purikyuu             | Historia y Arte | Betsucomi        | 2005      |
| BITTER II            | Historia y Arte | Betsucomi        | 2004      |
| Otokomae! Beads Club | Historia y Arte | Betsucomi        | 2004      |
| Penguin Prince       | Historia y Arte | Betsucomi        | 2003      |
| Hetakuso Cupid       | Historia y Arte | Deluxe Betsucomi | 2002      |

| QQ Sweeper
| Historia y Arte